# Ali Mroudjaé
Ali Mroudjaé (ur. 2 sierpnia 1939 w Moroni, zm. 2 maja 2019 tamże) – komoryjski polityk, minister spraw zagranicznych, premier Komorów od 1982 do 1984.

## Życiorys
Ukończył École normale supérieure Lettres et sciences humaines w Lyonie. Należał do Unii Komorskiej na rzecz Postępu. Po zamachu stanu z 1978 został szefem dyplomacji, na stanowisko premiera przeszedł w lutym 1982 po odwołaniu Salima Ben Alego. Z końcem 1984 jego urząd został zlikwidowany, a w kraju wprowadzono rządy monopartyjne. Później został liderem Komorskiej Partii Demokracji i Postępu (PCDP). W 2002 roku wystartował z jej ramienia w wyborach prezydenckich, zdobył jednak tylko 4,3% głosów.